# Frehne
Frehne ist ein Ortsteil der Gemeinde Marienfließ des Amtes Meyenburg im Landkreis Prignitz in Brandenburg.

## Geographie
Der Ort liegt fünf Kilometer südwestlich von Meyenburg und zehn Kilometer nordöstlich von Putlitz. Die Nachbarorte sind Krempendorf im Norden, Meyenburg im Nordosten, Bergsoll im Osten, Penzlin-Süd im Südosten, Grabow im Süden, Neu Silmersdorf im Südwesten, Telschow im Westen sowie Stepenitz im Nordwesten.

## Geschichte

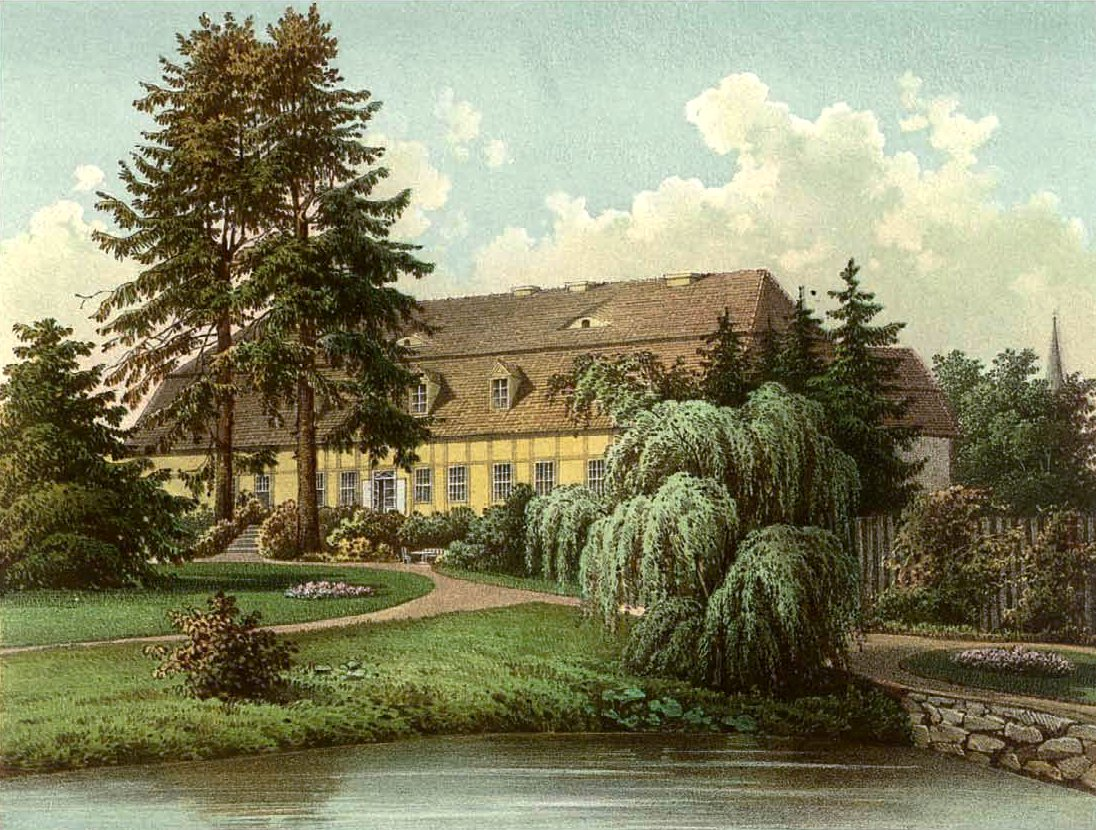
Gut Frehne um 1864/65, Sammlung Alexander Duncker

Das ehemalige Gutsbauerndorf Frehne wurde 1275 erstmals urkundlich als „Verene“ erwähnt.
Vor 1816 gehörte der Ort zum Pritzwalkischen Kreis in der Prignitz der Mark Brandenburg und kam danach zum Landkreis Ostprignitz im Regierungsbezirk Potsdam der Provinz Brandenburg. 1860 hatte der Gemeindebezirk Frehne eine Gemarkungsgröße von 2016 Morgen, davon 1062 Morgen Acker, 551 Morgen Weide, 362 Morgen Wiese, 28 Morgen Gehöfte und 13 Morgen Gartenland. 1895 wurde der Ausbau Lindenberg erstmals als zum Dorf gehörend genannt. 1900 wurde die Siedlung als Dorf mit dem Ausbau Lindenberg und neben dem Gemeindebezirk mit einer Größe von 574 Hektar und 44 Häusern ein Rittergut mit einem 759 Hektar großen Gutsbezirk mit 11 Häusern verzeichnet. 1928 wurde der Gutsbezirk mit der Gemeinde Frehne vereinigt. 1931 gehörte der Wohnplatz Lindenberg zur Gemeinde, die Größe der Gemarkung lag bei 1333 Hektar und insgesamt wurden 65 Wohnhäuser gezählt.
Frehne als Ort mit Rittergut ist in den letzten Jahrhunderten bis hin zur Bodenreform verbunden mit dem Adelsgeschlecht von Graevenitz. Erster Vertreter und Gutsherr dieser Familie ist Hans Georg von Graevenitz-Krampfer (1654–1698). Er selbst hatte mehrere bedeutende Ehrenämter, war Domherr und Subsenior des Stifts zu Brandenburg, Kurbrandenburgischer Geheimer Rat und Landschaftsdirektor. Nicht erbberechtigte Söhne der Gravenitz wählten die Offizierslaufbahnen, so auch der 1832 in Frehne geborene spätere Oberst z. D. Friedrich (Fritz) von Graevenitz. Ende des 19. Jahrhunderts sind nach dem erstmals amtlich veröffentlichten Generaladressbuch der Rittergutsbesitzer der Provinz Brandenburg für Frehne 739 ha ausgewiesen. Um 1900 verpachteten die Graevenitz Frehne kurzzeitig an Otto von Rohr-Wahlen-Jürgass. Frehne übergab Hugo von Graevenitz dann frühzeitig seinem dritten Sohn Elias Leopold von Graevenitz (1865–1923). Die lange Reihe der Gutsbesitzer von Graevenitz auf Frehne endet mit seiner Frau Marie, geborene Robert-Tornow, (1882–1968, geschiedene von Kalckstein). Sie investierte 1940 nochmals in neue Werkswohnungen zum Gut zugehörig. Zuletzt lebte sie in Garmisch-Partenkirchen.
Den Bau des Gutshauses 1726 schreibt der bekannte Berliner Hofdrucker, Verleger und Heimatliebhaber in seinem historischen Standardwerk zu den preußischen Herrensitzen dem Landrat und Deichhauptmann Hans Georg Heinrich von Grävenitz sowie seiner Frau Margarete Elisabeth von Falcken zu. Die Wappen beider Familien bezeugen diesen Moment damals.
Ursprünglich war Frehne sogar ein Gutsdorf mit sieben verschiedenen Höfen. Neben den Graevenitz weitere klanghafte Namen der Prignitzer Adelsgeschichte, wie Gans zu Putlitz, Knesebeck, von Hagen und von Klitzing. Die Familie von Graevenitz fusionierte stufenweise diese Höfe zu einem Gut.
Ab 1952 war der Ort zugehörig zum Kreis Pritzwalk im Bezirk Potsdam. Vorher wohl wüst gefallen, wurde der Wohnplatz Lindenberg 1964 nicht mehr genannt und es lebten in dem Jahr 393 Einwohner in der Gemeinde. 1993 wurde Frehne ein Teil des neu geschaffenen Landkreises Prignitz und das Amtsgericht Perleberg hier zuständig.

## Söhne des Ortes

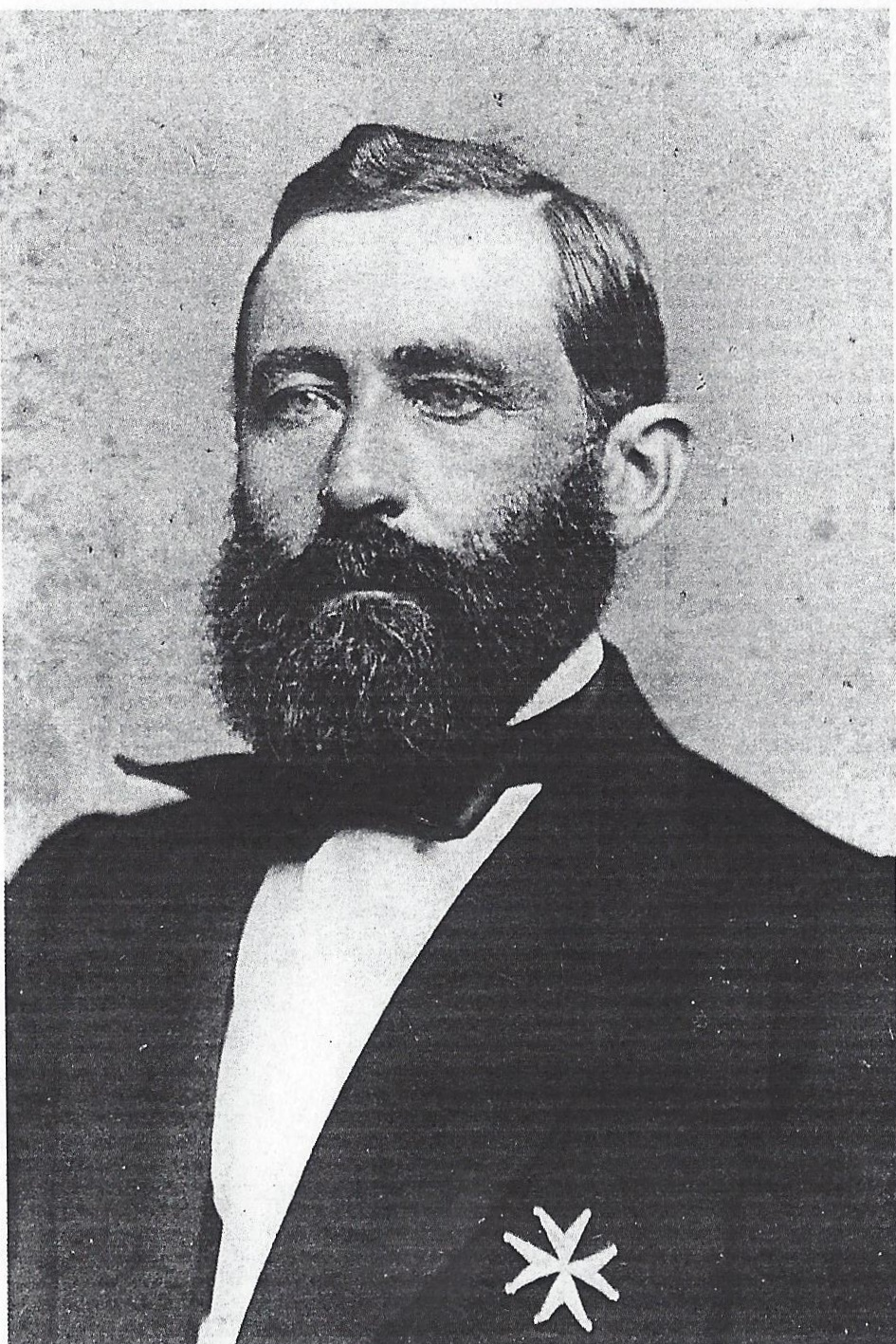
Hugo von Graevenitz

- Wilhelm von Graevenitz (1789–1860), Landrat, Gutsherr auf Frehne
- Hugo von Graevenitz (1822–1911), Verwaltungsjurist, Rittergutsbesitzer und Abgeordneter
- Georg von Graevenitz (1823–1879), preußischer Generalmajor
- Ernst von Grävenitz (1826–1882), Rittergutsbesitzer, Abgeordneter